# Plískov
Plískov je obec v okrese Rokycany v Plzeňském kraji. Leží zhruba tři kilometry jihozápadně od města Zbiroha a patnáct kilometrů severovýchodně od Rokycan. Žije v ní 123 obyvatel.

## Historie
První písemná zmínka o obci pochází z roku 1377, kdy byl jejím držitelem Jan Drahoň z Újezda. V 16. století náležela celá ves k té části Drahoňova Újezda, kterou od roku 1533 držel Vratislav z Mírovic. Roku 1585 byl Plískov prodán Ladislavovi staršímu z Lobkovic a tím spojen s panstvím Zbiroh.

## Přírodní poměry
Vesnice s okrouhlou návsí ve svém středu je rozložena v nadmořské výšce od 450 do 490 metrů, na mírném svahu, sklánějícím se k severozápadu do údolí potoka Koželužky. Na severozápadním okraji Plískova se vypíná návrší Homole (479 m), jihovýchodně od obce se zvedá zalesněný masiv Bukov (572 m).

## Obyvatelstvo
| Rok            | 1869 | 1880 | 1890 | 1900 | 1910 | 1921 | 1930 | 1950 | 1961 | 1970 | 1980 | 1991 | 2001 | 2011 | 2021 |
| -------------- | ---- | ---- | ---- | ---- | ---- | ---- | ---- | ---- | ---- | ---- | ---- | ---- | ---- | ---- | ---- |
| Počet obyvatel | 392  | 392  | 301  | 289  | 241  | 231  | 244  | 199  | 211  | 190  | 148  | 130  | 122  | 106  | 120  |
| Počet domů     | 48   | 49   | 48   | 46   | 47   | 48   | 52   | 59   | 58   | 56   | 49   | 73   | 76   | 80   | 85   |

## Obecní správa
Mezi lety 1869–1980 Plískov byl obcí v okrese Hořovice (1869–1890) a později v okrese Rokycany.
Od 1. dubna 1980 do 23. listopadu 1990 patřil jako část města ke Zbirohu a od 24. listopadu 1990 je opět samostatnou obcí.

### Obecní symboly
Znak a vlajka byly obci uděleny rozhodnutím předsedy Poslanecké sněmovny Parlamentu České republiky dne 24. listopadu 2014.

## Pamětihodnosti
- Kaple na návsi z roku 1849
- Pomník padlým v první světové válce z roku 1922
- Plískovské duby, trojice památných stromů na dvoře čp. 9